# Белмонт (Пенсилванија)
Белмонт (енгл. Belmont) насељено је место без административног статуса у америчкој савезној држави Пенсилванија.

## Демографија
По попису из 2010. године број становника је 2.784, што је 62 (-2,2%) становника мање него 2000. године.
| Група             | 2000.         | 2010.         |
| Белци             | 2.783 (97,8%) | 2.672 (96,0%) |
| Афроамериканци    | 20 (0,7%)     | 30 (1,1%)     |
| Азијати           | 12 (0,4%)     | 31 (1,1%)     |
| Хиспаноамериканци | 11 (0,4%)     | 23 (0,8%)     |
| Укупно            | 2.846         | 2.784         |